# Roger Graef (Politiker)
Roger Graef (* 2. August 1943 in Ahrweiler) ist ein ehemaliger deutscher Beamter und Politiker. Von 1989 bis 2009 war er Landrat im Eifelkreis Bitburg-Prüm (bis 2006: Landkreis Bitburg-Prüm). Er ist Mitglied der CDU.

## Leben und Beruf
Nach seinem Abitur am Max-Planck-Gymnasium in Trier trat Graef zunächst in die Bundeswehr ein, zwei Jahre war er dort als Soldat aktiv, zuletzt als Hauptmann der Reserve. Danach begann er ein Jurastudium, das er an der Universität Bonn mit dem Staatsexamen abschloss. Danach war er zunächst in der Kreisverwaltung des Landkreises Daun tätig, später im Kultusministerium des Landes Rheinland-Pfalz und beim Landkreistag Rheinland-Pfalz, zuletzt als stellvertretender Geschäftsführer.
Nach seiner Zeit als Landrat war Graef im Aufsichtsrat von RWE vertreten, von 2011 bis 2015 war er Geschäftsführer des Verbands der kommunalen RWE-Aktionäre.
Graef wohnte in Bollendorf, später zog er nach Rheinbach und hatte einen Zweitwohnsitz in Essen. Er ist verheiratet und Vater von zwei Söhnen.
Seit 1967 ist er Mitglied der katholischen Studentenverbindung KDStV Staufia Bonn im CV.

## Politik
Ende 1988 wurde Graef von Innenminister Rudi Geil zum Landrat des Landkreises Bitburg-Prüm ernannt; er trat seinen Dienst zum 1. Januar 1989 an. 1991 wurde er vom Kreistag im Amt bestätigt. 2001 kandidierte er erneut, nunmehr wurde der Landrat direkt vom Volk gewählt. Graef setzte sich mit über 56 Prozent der Stimmen durch.
In seiner Amtszeit setzte er die zivile Umnutzung des Flugplatzes Bitburg durch, welcher 1994 von der US-Luftwaffe aufgegeben wurde. Hierbei setzte er das sogenannte „Bitburger Modell“ durch, durch die der Flugplatz nicht als Ganzes, sondern in kleineren Parzellen vermarktet und damit die Ansiedlung von Unternehmen ermöglicht wurde. Er gehörte auch dem Aufsichtsrat der Flugplatz-Betreibergesellschaft an, bis 2004 war er deren Vorsitzender. Im September 2003 wurde unter seiner Beteiligung der Host Nation Council zum Fortbestehen der Air Base gegründet.
Ebenso wurde in seiner Amtszeit die Partnerschaft des Kreises Bitburg-Prüm mit dem Landkreis Sonneberg beschlossen. Auch entstanden Kooperationen mit Belgien, Luxemburg und der Region Trier. Ferner war er Vorsitzender des Kreisverbandes Bitburg-Prüm des Deutschen Roten Kreuzes.
Mitte Dezember 2009 trat Graef in den Ruhestand, seine Verabschiedung fand bereits Ende Oktober statt. Zu seinem Nachfolger wurde Joachim Streit gewählt.

## Ehrungen
- Verdienstmedaille des Landes Rheinland-Pfalz
- Kreiswappen in Gold[10]
- 2011: Medal of Distinction[1][11]